# Осада Чернигова (1534)
Осада Чернигова 1534 года — безуспешная попытка взятия Чернигова, предпринятая литовским войском на раннем этапе русско-литовской войны 1534—1537.

## Предыстория
После истечения перемирия между Русским государством и Великим княжеством Литовским началась новая война. Собранная в Могилёве 40-тысячная литовская армия разделилась. Войско князей Ивана и Александра Вишневецких было послано к Смоленску, а войско киевского воеводы Андрея Немировича и конюшего дворного Василия Чижа в Северскую землю. Часть литовских сил во главе с Яном Радзивиллом осталась в Могилёве как стратегический резерв.
Войско Немировича и Чижа действовало вместе с отрядами союзных Литве крымских татар и опустошало окрестности Чернигова, Новгорода-Северского, Почепа и Брянска. Попытка осады Стародуба закончилась неудачей — гарнизон воеводы Андрея Левина и наместника Александра Кашина при вылазке захватил часть литовской артиллерии, отослав её вместе с пленными пушкарями в качестве трофеев в Москву. Отошедшие от Стародуба литовцы, победив отряд воеводы Барбашина, осадили Радогощ и сожгли его.

## Осада Чернигова
Сожжение Радогоща настолько воодушевило Немировича и Чижа, что они решили замахнуться на Чернигов. Подойдя к городу, литовское войско начало обстреливать его из пушек. Гарнизоном Чернигова руководил князь Фёдор Семёнович Мезецкий. Незадолго до войны, в 1531 году, в Чернигове завершилось строительство новой деревянной цитадели с пятью высокими башнями, глубоким рвом и подземным ходом к реке Стрижень, располагавшейся на месте детинца древнерусских времён. На вооружении в крепости состояли 27 пушек, а её гарнизон насчитывал около 1000 человек.
Мезецкий грамотно организовал оборону города. Орудийным огнём он не позволил противнику вплотную подойти в городским стенам, а ночью неожиданно вышел из крепости и атаковал врага. Литовцы, утомлённые походами и дневными боями, спали крепким сном. Застигнутые врасплох, они в панике разбежались, оставив русским воинам всю артиллерию и весь обоз. Немировичу и Чижу пришлось вернуться в Киев «с отчаянием и стыдом».

## Последствия
Кампания 1534 года для Литвы была провалена. Поражение Немировича, а также неудача Вишневецких под Смоленском, не позволили Литве извлечь выгоду из отсутствия главных русских сил, которые на протяжении всего тёплого периода стояли у Серпухова в ожидании нападения войска крымского хана. После наступления холодов, когда опасность крымского вторжения миновала, русские рати нанесли ответный удар вглубь Литвы, опустошив большие территории, в том числе окрестности Полоцка, Витебска, Борисова, Минска и Молодечно, не дойдя 15 вёрст до Вильны.